# شبکه کیش
صدا و سیمای مرکز کیش یکی از مراکز صدا و سیمای جمهوری اسلامی ایران است که در جزیره کیش فعالیت می‌کند مدیریت این شبکه بر عهده داوود سیروس می‌باشد.

## سیما
اولین فرستنده تلویزیونی در سال 1373در جزیره کیش راه اندازی شد قبل از آن دیدن برنامه‌های تلویزیون از طریق سیستم کابل TV و سپس دریافت امواج تلویزیونی از ایستگاه گنوی بندرعباس انجام می‌شد و مردم جزیره کیش تنها صدا و تصویر شبکه یک و دو سیمارا دریافت می‌نمودند.
در آبان ماه 1380، هم‌زمان با راه اندازی فرستنده تلویزیونی در کیش، سیمای محلی کیش با حضور سید عزت‌الله ضرغامی معاون وقت امور مجلس و استان‌ها، رسماً افتتاح گردید.
از اولین برنامه‌های این شبکه، می‌توان به «دانش و سلامتی»، «غنچه‌ها» «مجموعه عروسکی الفبا» و «ورزش جزیره» نام برد. در حال حاضر سیمای محلی کیش ۲۴ ساعته پخش میشود.

## حواشی
در تاریخ ۸ دی‌ماه سال ۱۳۹۷ فیلم حادثهٔ شینجوکو با بازی جکی چان از شبکهٔ کیش پخش شد که در بخشی از آن، صحنه‌های رابطهٔ جنسی این فیلم سانسور نشده بود. به دنبال این اتفاق، بسیج دانشجویی جزیرهٔ کیش طی بیانیه‌ای از عبدالعلی علی عسگری خواستار برکناری مدیرکل صدا و سیمای کیش شد که در نهایت چند کارمند این شبکه برکنار و مدیرکل صدا و سیمای مرکز کیش نیز عزل شد. کاربران بسیجی نیز به صفحهٔ اینستاگرام او حمله کردند.